# Kalle Norrhäll
Kalle Norrhäll (eg. Karl Manne Norrhäll), född 13 mars 1980 i Stockholm, är en svensk skådespelare.
Norrhäll växte upp i Nyköping i Södermanlands län och spelade teater redan som ung.

## Filmografi
- 2007 – Labyrint (TV-serie), avsnittet ”Spelets regler” (träl)
- 2006 – Göta kanal 2 – kanalkampen (polis)
- 2005 – Kvalster (TV-serie), del 2 (webfotograf)
- 2005 – Storm (Jeppon)
- 2005 – Kocken (Uno)
- 2002 – Spung (TV-serie) (Per-Olov ”Pelle” Persson)
- 2000 – Brottsvåg (TV-serie), avsnittet ”Alkemisterna” (okrediterad)